# Mark Carroll
Mark Carroll (Cork, Irlanda, 15 de enero de 1972) es un atleta irlandés retirado especializado en la prueba de 5000 m, en la que ha conseguido ser medallista de bronce europeo en 1998.

## Carrera deportiva
En el Campeonato Europeo de Atletismo de 1998 ganó la medalla de bronce en los 5000 metros, con un tiempo de 13:38.15 segundos, llegando a meta tras los españoles Isaac Viciosa y Manuel Pancorbo (plata con 13:38.30 segundos).